# Петерсен, Йегван
Йе́гван Пе́терсен (фар. Jógvan Petersen; род. 27 марта 1955 года в Тофтире, Фарерские острова) — бывший фарерский футболист, нападающий, выступавший за клуб «Б68» и национальную сборную Фарерских островов.

## Клубная карьера
Йегван начинал играть за тофтирский «Б68» ещё во время выступления этого клуба в низших фарерских дивизионах. В сезоне-1980 нападающий помог своей команде выиграть первый дивизион и впервые в истории подняться в класс сильнейших. Его дебют в высшем фарерском дивизионе состоялся 1 августа 1981 года в матче против фуглафьёрдурского «ИФ». В следующей игре со столичным «ХБ» Йегван забил свой первый мяч на турнире. Это были единственные 2 встречи, отыгранные нападающим в том сезоне. В 1982 году он забил 2 гола в 3 матчах первенства архипелага. В сезоне-1983 Йегван отличился 1 раз в 6 встречах турнира. В 1984 году он стал основным форвардом тофтирцев, сыграв во всех 14 матчах высшей лиги и отметившись в них 2 забитыми мячами, а его клуб впервые в своей истории стал чемпионом Фарерских островов.
В 1985 году Йегван сделал паузу в карьере. Он вернулся в футбол в следующем сезоне, снова став игроком ротации «Б68»: он принял участие в 8 матчах чемпионата и забил 1 мяч. В сезоне-1987 Йегван был резервистом тофтирцев и провёл всего 3 игры, отличившись 1 раз. В 1988 году он вновь стал игроком основы своего клуба, отыграв 18 встреч и забив в них 9 голов. По итогам того сезона Йегван оказался лучшим бомбардиром фарерского первенства. Он оставался важным игроком «Б68» и в сезоне-1989, сыграв в 14 матчах и отметившись в них 5 забитыми мячами. 1990 год Йегван начинал основным нападающим тофтирцев, отличившись 1 раз в 8 встречах, однако летом он принял решение покинуть команду. В 1993—1994 годах Йегван выступал за «Б68 II» в первом дивизионе. В конце сезона-1994 он принял решение уйти из футбола.

## Международная карьера
Йегван дебютировал за национальную сборную Фарерских островов 16 апреля 1989 года в товарищеском матче против сборной Канады: нападающий вышел на поле на 32-й минуте вместо Гуннара Мора, однако уже через полчаса игры сам был заменён на Курта Мёркере. Это был единственный матч Йегвана за национальную команду.
| Матчи и голы Йегвана Петерсена за национальную сборную Фарерских островов | Матчи и голы Йегвана Петерсена за национальную сборную Фарерских островов | Матчи и голы Йегвана Петерсена за национальную сборную Фарерских островов | Матчи и голы Йегвана Петерсена за национальную сборную Фарерских островов | Матчи и голы Йегвана Петерсена за национальную сборную Фарерских островов | Матчи и голы Йегвана Петерсена за национальную сборную Фарерских островов |
| №                                                                         | Дата                                                                      | Оппонент                                                                  | Счёт                                                                      | Голы                                                                      | Соревнование                                                              |
| ------------------------------------------------------------------------- | ------------------------------------------------------------------------- | ------------------------------------------------------------------------- | ------------------------------------------------------------------------- | ------------------------------------------------------------------------- | ------------------------------------------------------------------------- |
| 1                                                                         | 16 апреля 1989                                                            | Канада                                                                    | 0:1                                                                       |                                                                           | Товарищеский матч                                                         |

Итого: 1 матч и 0 голов; 0 побед, 0 ничьих, 1 поражение.

## Достижения
«Б68»
- Чемпион Фарерских островов (1): 1984
- Победитель первого дивизиона (1): 1980

### Личные
- Лучший бомбардир чемпионата Фарерских островов (1): 1988 (9 голов)